# Johann Edmund von Walpott-Bassenheim
Johann Edmund von Walpott-Bassenheim (* um 1620; † unbekannt) war Domherr in Münster.

## Leben
Johann Edmund von Walpott-Bassenheim entstammte dem rheinischen Adelsgeschlecht Waldbott von Bassenheim und war der Sohn des Heinrich Walpott von Bassenheim und dessen Gemahlin Maria Raitz von Frentz. Seine Brüder Ernst Emmerich und Johann Ulrich waren ebenfalls Domherren in Münster. Am 1. April 1651 wurde Johann Edmund von seinem Bruder Johann Ulrich in dessen Eigenschaft als Turnar für die Dompräbende des verstorbenen Domherrn Johann von Neuhoff präsentiert und nahm diese am 9. Mai des Jahres in Besitz. Im November 1656 erklärte er seine Absicht, heiraten zu wollen und auf die Pfründe zu verzichten. Die Erlaubnis hierzu wurde am 3. Dezember 1656 erteilt. Der Verzicht zugunsten seines Bruders Ernst Emmerich datiert vom 3. Februar 1657.